# Pussy Riot
Pussy Riot ['pʊsɪ 'raɪət] (engl. für etwa „Muschi-Aufruhr“) ist ein 2011 gegründetes russisches, feministisches, regierungs- und kirchenkritisches Performance-Kollektiv aus Moskau, welches sich unter anderem Mitteln des Punkrock und des Aktivismus bedient. Musikalisch gilt Pussy Riot als Vertreterin des Riot Grrrl Movement und ihre Mitglieder geben Bands wie Bikini Kill als Vorbild an. Die Gruppe ist ein loser Zusammenschluss von etwa zehn jungen Frauen. Ihr Markenzeichen sind spontane Auftritte an öffentlichen Orten wie Metrostationen, auf Busdächern oder auf dem Roten Platz, bei denen sie bunte Sturmhauben und leichte, grelle Kleidung tragen. Ihre Festnahme im März 2012 löste in den russischen und internationalen Medien zahlreiche Debatten über Kunst, Religion und Politik aus.

## Selbstverständnis
Pussy Riot versteht sich als komplett weibliches, autonomes Kollektiv, das für seine Shows kein Geld verlangt. Die Videos werden im Netz kostenlos zur Verfügung gestellt. Die Gruppe veranstaltet die Performances an öffentlichen Orten immer illegal. Das Kollektiv spricht sich gegen jeglichen Personenkult und gegen Hierarchien aus. Masken trägt die Gruppe nach eigenen Angaben, weil sie gegen die Idee ist, mit weiblichen Gesichtern als Markenzeichen zu werben.
Die Gruppe wurde teilweise wegen der frauenfeindlichen Politik der Regierung gegründet, wofür zum Beispiel die rechtlichen Beschränkungen legaler Abtreibungen angeführt wurden. Nach Meinung von Tolokonnikowa ist Pussy Riot „Teil der globalen antikapitalistischen Bewegung, die aus Anarchisten, Trotzkisten, Feministinnen und Autonomen besteht“, und sie stellte fest:

„Pussy Riots Auftritte können politische oder Dissidenten-Aktionen mit Einsatz künstlerischer Mittel genannt werden. In beiden Fällen sind unsere Auftritte eine Art zivilgesellschaftliche Aktivität inmitten der Repression eines politischen Systems, das seine Macht gegen grundlegende Menschenrechte und Bürgerrechte einsetzt.“

In einem Interview vom Februar 2012 mit dem Magazin Vice bezeichnete Serafima als ihre wichtigsten feministischen Einflüsse Simone de Beauvoir, Andrea Dworkin, Emmeline Pankhurst, Shulamith Firestone, Kate Millett, Rosi Braidotti und Judith Butler.
In einem Interview mit der The St. Petersburg Times erklärten Mitglieder ihre politischen Positionen genauer: Die Meinungen reichten vom Anarchismus bis zu linksliberalen Positionen, aber gemeinsam sei ihnen der Feminismus, die anti-autoritäre Haltung und die Opposition gegen Putin, der die aggressive imperiale Politik der Sowjetunion fortsetze. Ihre Anliegen umfassten auch das Bildungs- und Gesundheitswesen sowie die Dezentralisierung der Macht. Sie unterstützen regionale Autonomierechte und basisdemokratische Organisationen. Sie erachten nicht genehmigte Kundgebungen als zentrales Prinzip, da die Behörden genehmigte Kundgebungen nicht als Bedrohung wahrnehmen und sie einfach ignorieren. Daher sind alle Auftritte von Pussy Riot illegal und finden im angeeigneten öffentlichen Raum statt („co-opted public space“). In einem BBC-Interview während einer Probe am Vortag des Auftritts in der Kathedrale argumentierten Mitglieder der Gruppe, dass nur eindringliche illegale Aktionen die Aufmerksamkeit der Medien erwecken können.
Pussy-Riot-Mitglieder haben sich offen für die Rechte sexueller Minderheiten ausgesprochen und in einem Interview bestätigt, dass mindestens ein Mitglied einer solchen Minderheit angehört. Tolokonnikowa und Samuzewitsch nahmen beide 2011 an der verbotenen Gay Pride in Moskau teil und wurden kurzzeitig in Haft genommen, nachdem die Veranstaltung durch die Polizei aufgelöst worden war. Der Einsatz für sexuelle Minderheiten wird von konservativen Russen negativ wahrgenommen. Nach einer Umfrage von Levada aus dem Jahr 2010 betrachten 74 % der russischen Bevölkerung Homosexualität als moralische Perversion oder Geisteskrankheit.

## Mitglieder (Auswahl)
Nadeschda Andrejewna Tolokonnikowa (* 7. November 1989) stammt aus Sibirien, studierte in Moskau Philosophie und lernte dort ihren späteren Mann Pjotr Wersilow kennen. Wersilow nahm am 15. Juli 2018 an der Aktion bei der Fußball-Weltmeisterschaft 2018 teil und litt im September 2018 an Vergiftungserscheinungen. Gemeinsam waren sie Mitbegründerinnen der Künstlergruppe Woina (Krieg), die mit Straßenkunst politische Provokation betrieb und durch Protestaktionen gegen die Staatsmacht bekannt wurde.
Nach dem Beginn des Überfalls auf die Ukraine gab sie ein Interview auf MSNBC und kritisierte die russische Führung und die Machtkonzentration im Kreml.
Jekaterina Stanislawowna Samuzewitsch (* 9. August 1982) arbeitete als Programmiererin beim Rüstungskonzern Morinformsistema-Agat, bevor sie sich an einer Fotoschule einschrieb und ebenfalls zu Woina stieß.
Marija Wladimirowna Aljochina (* 6. Juni 1988) studierte in Moskau Journalistik, engagierte sich für Umweltprojekte und psychisch kranke Kinder.

## Frühe Auftritte
Im Vorfeld der russischen Präsidentschaftswahl 2012 war die Gruppe seit Oktober 2011 aktiv. Zahlreiche Auftritte auf öffentlichen Plätzen wurden von Bandmitgliedern gefilmt und auf dem Videoportal YouTube veröffentlicht. Die Aktionen hatten Performancecharakter, die Musik diente nur als Mittel zum Zweck. Dabei äußerte die Band harsche Kritik an Präsident Wladimir Putin. In ihrem Blog rief sie dazu auf, öffentliche Orte in Russland zu besetzen. Für diese Aktionen gab es trotz Verstoßes gegen mehrere Paragraphen für die Band keine Anzeige. Die öffentliche Resonanz war gering.

## „Punk-Gebet“ in der Christ-Erlöser-Kathedrale

### Durchführung der Aktion

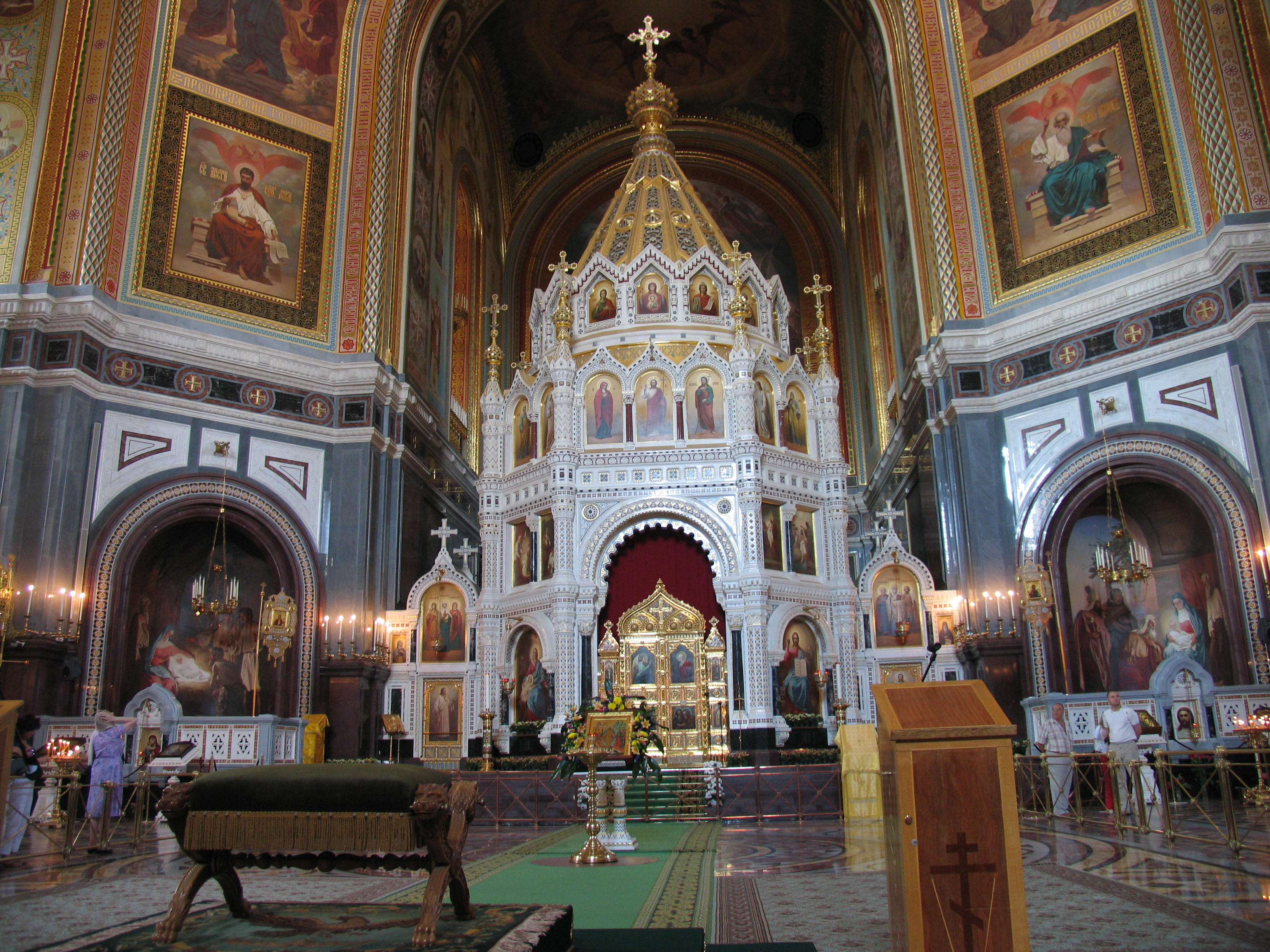
Innenraum der Christ-Erlöser-Kathedrale in Moskau (2004), Schauplatz der Protestaktion am 21. Februar 2012

Zu weltweiter Aufmerksamkeit gelangte die Band durch eine Aktion im zentralen Gotteshaus der Russisch-Orthodoxen Kirche (ROK), der Christ-Erlöser-Kathedrale in Moskau am 21. Februar 2012. Sie betraten dabei den Ambo der Kathedrale, dessen Betreten ohne eine ausdrückliche priesterliche Einladung für Privatpersonen nicht gestattet ist, und vollführten vor dem Altar ein „Punk-Gebet“ gegen die Allianz von Kirche und Staat. Sie riefen unter anderem „Schwarze Kutten, goldene Epauletten“ und „Gottesscheiße!“. Der Auftritt dauerte 41 Sekunden. Für die Veröffentlichung im Internet wurden die Videobilder des Auftritts in der Christ-Erlöser-Kathedrale umgeschnitten, mit Aufnahmen aus einer anderen Kirche erweitert und mit einer neuen Tonspur unterlegt. Erst in dieser Version, behauptete später die Anklage, wurde Präsident Putin erwähnt: „Mutter Gottes, Jungfrau, verjage Putin“ und „Der Patriarch glaubt an Putin, obwohl er an Gott glauben sollte.“
Nach eigenen Angaben protestierten die Frauen von Pussy Riot mit ihrem Auftritt dagegen, dass der Patriarch der Russisch-Orthodoxen Kirche Kyrill I. Wladimir Putin vor den Präsidentschaftswahlen unterstützte und unter anderem sagte, Putin habe „die Krümmung der Geschichte zurechtgebogen“. Sie protestierten gegen das von der russisch-orthodoxen Kirche geforderte Abtreibungsverbot („Um Seine Heiligkeit nicht zu beleidigen, müssen Frauen gebären und lieben“). In ihrem Lied unterstellen Pussy Riot dem Klerus eine Zusammenarbeit mit der Staatssicherheit („Schwarze Kutte, goldene Epauletten“ und „Der KGB-Chef, ihr oberster Heiliger, lässt Protestler in Untersuchungshaft abführen.“)
Nach ihrer Aktion entschuldigten sich die Aktivistinnen bei den Gläubigen. Vor Gericht begründete Nadeschda Tolokonnikowa die Wahl einer Kirche als Auftrittsort auch damit, dass das Christentum „die Suche nach Wahrheit, nach konstanter Selbstüberwindung“ unterstütze und dass es kein Zufall sei, dass „Christus sich mit Prostituierten umgeben“ habe.

### Inhaftierung und Verfahren in erster Instanz
Als Folge dieser Aktion wurden die drei Mitglieder Nadeschda Tolokonnikowa, Marija Aljochina und Jekaterina Samuzewitsch in Untersuchungshaft zumindest zeitweise im Kresty-Gefängnis genommen. Gegen sie wurde Anklage wegen grober Verletzung der öffentlichen Ordnung (Rowdytum) nach Paragraph 213 des russischen Strafgesetzbuchs, erhoben der für gemeinschaftlich geplante und durchgeführte schwere Störungen der öffentlichen Ordnung Geldstrafen oder Freiheitsentzug bis zu sieben Jahren vorsieht.
Der Patriarch der Russisch-Orthodoxen Kirche, Kyrill I., verurteilte die Aktion als Blasphemie und wertete sie als Teil eines größeren Angriffs auf die Kirche, die von vielen Russen als Bestandteil ihrer nationalen Identität und wesentlicher Teil eines starken Staates gesehen wird. Ikonen-Schändungen und andere Akte des Vandalismus hätten seit dem Punk-Protest zugenommen. Mit einer Demonstration vor der Christ-Erlöser-Kathedrale brachten am 22. April 2012 mehrere Zehntausend Gläubige ihre Unterstützung für die Kirche zum Ausdruck. Die Regierung stellte den politischen Protest gegen Putin als eine Bedrohung für den Staat dar. Gleichzeitig sprachen sich mehr als 2000 Gläubige in einem offenen Brief an Kyrill I. gegen eine Bestrafung der Bandmitglieder aus und forderten, die „Hetzjagd“ zu beenden. Zudem rief der Umgang mit den festgehaltenen Gruppenmitgliedern eine Protestwelle sowie zunehmende Kritik an der Kirche und ihren engen Beziehungen zur Regierung hervor.
Die Menschenrechtsorganisation Amnesty International kritisierte die Festnahme und Inhaftierung der Gruppenmitglieder und forderte deren sofortige Freilassung. Die Reaktion der russischen Behörden auf die friedlichen, wenn auch für einige anstößigen Meinungsäußerungen der Gruppe sei ungerechtfertigt. Die Union der Solidarität für politische Gefangene (Союз солидарности с политзаключенными) hatte zuvor die drei inhaftierten Frauen als politische Gefangene anerkannt. Wladimir Lukin, Menschenrechtsbeauftragter der Regierung Putin, forderte eine Haftverschonung. Ein Strafverfahren sei „jenseits jeder Vorstellung“.
Aus Protest gegen den Beschluss, den Anwälten nur kurz Einsicht in die Unterlagen zu gewähren, kündigten Tolokonnikowa und Aljochina einen Hungerstreik an. Nach Expertenmeinung hatten die Frauen nur mit einer sehr geringen Geldstrafe wegen einer Ordnungswidrigkeit zu rechnen – sie befanden sich allerdings schon seit mehreren Monaten im Gefängnis.
Im Juli 2012 wurden die Ermittlungen beendet, es wurde Anklage erhoben. Wegen „Rowdytums“ drohten den Frauen je sieben Jahre Haft. Nach zwei Wochen beendeten Tolokonnikowa und Marija Aljochina, unter starken Kopfschmerzen leidend, den Hungerstreik. Ab dann befand sich Samuzewitsch im Hungerstreik, um gegen Justizwillkür zu protestieren. Der Regierung warfen Bürgerrechtler vor, an den Aktivistinnen ein Exempel statuieren zu wollen. Amnesty International erkannte die drei Frauen als politische Gefangene an. Am 21. Juni 2012 beschloss ein Moskauer Gericht, dass sie ein weiteres halbes Jahr und damit mindestens bis 12. Januar 2013 in Untersuchungshaft bleiben sollten. Abgeordnete des Deutschen Bundestages und der Menschenrechtsbeauftragte der Bundesregierung protestierten scharf. Am 8. August 2012 wurde berichtet, dass 121 Bundestagsabgeordnete einen Brief an Russlands Botschafter in Deutschland, Wladimir Grinin, unterschrieben haben, in dem sie das Verfahren gegen die drei inhaftierten Frauen als unverhältnismäßig und drakonisch bezeichneten.
Auch der russische Schauspieler Iwan Ochlobystin, der neben seinem Schauspielberuf als russisch-orthodoxer Priester tätig ist, setzte sich für Pussy Riot ein. Ochlobystin schrieb einen offenen Brief an Patriarch Kyrill I. Er drückte darin aus, dass die Art und Weise, wie man mit den Frauen von Pussy Riot verfahre, der Russisch-Orthodoxen Kirche (ROK) Schaden zufüge. „Mit jedem Tag, an dem die Teilnehmerinnen der Gruppe Pussy Riot im Gefängnis sitzen, verliert die Russisch-Orthodoxe Kirche die Unterstützung dutzender Christen im Alter von 16 bis 60 Jahren“, schrieb Ochlobystin in dem offenen Brief. Auf der Website der Künstlergruppe Chto Delat? veröffentlichte der Philosoph Slavoj Žižek wiederum einen Kommentar, der zur Solidarität mit Pussy Riot aufrief und ihrer „Verkörperung einer Idee“ den „Pragmatismus der Macht“ des russischen Staates entgegenstellte, den er zuvor mit dem zaristischen Regime des frühen 20. Jahrhunderts verglich.
Der Sänger Sting äußerte sich vor einem Konzert in Moskau kritisch über das Vorgehen der Behörden gegen Pussy Riot. Die US-amerikanische Sängerin Madonna forderte auf einem Konzert in Moskau am 7. August 2012 die Freilassung der inhaftierten Bandmitglieder; sie wurde daraufhin vom russischen Vize-Ministerpräsidenten Rogosin öffentlich verbal angegriffen. Der Musiker Paul McCartney sandte den drei Angeklagten über Twitter einen offenen Brief, in dem er ihnen viel Glück wünschte. Auch Bands wie Franz Ferdinand, Faith No More und Red Hot Chili Peppers zeigten sich mit Pussy Riot solidarisch.
Im Juli 2012 gab der bekannte Soziologe Alek Epstein einen Protestkunstbildband heraus, der aus Werken zusammengesetzt ist, die russische Protestkünstler geschaffen haben, um ihre Unterstützung für Pussy Riot zu äußern. Der Bildband ist von Alek Epstein mit einem eigenen Text versehen.
Der offizielle Sprecher der Russisch-Orthodoxen Kirche Erzpriester Wsewolod Tschaplin sagte: „Gott vergibt keine Sünden, die nicht bereut werden … es ist eine anti-christliche Idee, anzunehmen, dass Gott alles vergibt.“ Die Kirche könne die Entscheidung des Gerichts nicht beeinflussen. Ein „Vergeben“ von Seiten der Kirche setze jedoch „Reue“ voraus.
Am 2. August 2012 äußerte sich erstmals Russlands Präsident Wladimir Putin zu dem Verfahren. Während seines Besuchs in London sagte er über Pussy Riot: „Ich denke nicht, dass sie dafür zu hart verurteilt werden sollten“. Die Verteidigung sah in dieser Aussage einen möglichen Wendepunkt im Prozess gegen Pussy Riot.
Der Kirchensprecher der Orthodoxen Kirche äußerte am 30. September 2012: „Die Kirche hofft aufrichtig auf die Buße derer, die die heilige Stätte entweiht haben“. „Das würde ihren Seelen auf jeden Fall guttun.“

#### Urteil
Alle drei Angeklagten hielten Schlussplädoyers. In ihrem Schlusswort sagte Jekaterina Samuzewitsch:

„Normalerweise wird erwartet, dass Angeklagte im Schlusswort Reue zeigen, die begangene Tat bedauern oder mildernde Umstände aufzählen. Bei mir und bei meinen Kolleginnen ist das absolut unnötig. […] Wieder einmal sieht Russland in den Augen der Weltgemeinschaft anders aus, als Wladimir Putin es bei seinen täglichen internationalen Begegnungen darstellen möchte. Alle von ihm versprochenen Schritte auf dem Weg zum Rechtsstaat sind ganz offenkundig nicht vollzogen worden.“

Nadeschda Tolokonnikowa erklärte:

„Im Grunde genommen wird in diesem Prozess nicht über die drei Sängerinnen der Gruppe Pussy Riot verhandelt. Wäre es so, dann hätten die Vorgänge hier absolut keine Bedeutung. Dies ist eine Verhandlung über das gesamte Staatssystem der Russischen Föderation, das zu seinem eigenen Unglück in seiner Grausamkeit gegen die Menschen, seiner Gleichgültigkeit gegenüber ihrer Ehre und Würde, so gern das Schlimmste zitiert, was in der russischen Geschichte je geschehen ist. Diese Imitation eines Gerichtsverfahrens kommt dem Muster der ‚Gerichtstroiken‘ der Stalinzeit nahe.“

Marija Aljochina sagte:

„Wir sind nicht schuldig, davon spricht die ganze Welt. Sie spricht davon auf Konzerten, im Internet, in der Presse. Und sie spricht davon in Parlamenten. […] Nachdem ich fast ein halbes Jahr im Untersuchungsgefängnis verbracht habe, ist mir klargeworden, dass das Gefängnis Russland im Miniaturmaßstab ist.“

Am 17. August 2012 wurden die Beschuldigten von Richterin Marina Syrowa wegen „Rowdytums aus religiösem Hass“ schuldig gesprochen mit der Begründung, sie hätten „die soziale Ordnung grob unterwandert“. Die Angeklagten wurden zu jeweils zwei Jahren Freiheitsentzug verurteilt. Die sechsmonatige Untersuchungshaft wird angerechnet. Die Staatsanwaltschaft hatte drei Jahre Haft gefordert.
Die Verurteilten legten am 27. August 2012 Berufung ein, die zunächst zum 1. Oktober anberaumte Berufungsverhandlung musste auf den 10. Oktober 2012 vertagt werden, nachdem eine der Angeklagten ihren Verteidiger entlassen hatte.

#### Rezeption
Der vom russischen Parlament eingesetzte Menschenrechtsbeauftragte, Wladimir Lukin, kritisierte das Pussy-Riot-Urteil. Er nannte die Strafe für die Frauen von Pussy Riot überzogen. Sollte die Berufungsinstanz nicht zugunsten der drei Frauen entscheiden, habe er die Befugnis, gegen das Urteil Beschwerde einzulegen; er erwäge, dies zu tun.
Auf Spiegel Online wurde kommentiert:

„Mit ihr [Anm.: der Urteilsverkündung] endet ein Prozess, der Russlands Gesellschaft wie kein anderer gespalten und Russlands Bild im Ausland nachhaltig geschadet hat.“

Verfahren und Urteil wurden vielfach kritisiert. Der russisch-orthodoxe Protodiakon Andrei Kurajew warf der Staatsanwaltschaft vor, mit den Formulierungen des Tatvorwurfs in der Anklage die Russisch-Orthodoxe Kirche zu beleidigen und die Anklage auf eine fehlerhafte Auslegung des Kanons der Kirche aufgebaut zu haben.
Die deutsche Bundeskanzlerin Angela Merkel betonte, „das unverhältnismäßig harte Urteil“ stehe nicht „im Einklang mit den europäischen Werten von Rechtsstaatlichkeit und Demokratie“. Zu diesen habe sich Russland als Mitglied des Europarats bekannt. „Eine lebendige Zivilgesellschaft und politisch aktive Bürger“ seien „eine notwendige Voraussetzung und keine Bedrohung für Russlands Modernisierung“. Neben Außenminister Guido Westerwelle, der sich „besorgt“ über die Auswirkungen des Urteils auf die „Entwicklung und Freiheit der russischen Zivilgesellschaft insgesamt“ zeigte, übte auch der Menschenrechtsbeauftragte der deutschen Bundesregierung, Markus Löning (FDP) Kritik. Er nannte das Urteil „unverhältnismäßig hart“ und forderte eine Begnadigung der Musikerinnen. Klaus Staeck, Präsident der Akademie der Künste, sprach von einem „politischen Skandal“.
Auch aus der deutschen Opposition kamen kritische Stimmen. Die Bundesvorsitzende von Bündnis 90/Die Grünen, Claudia Roth, verurteilte das Verfahren als „Schauprozess“ und „Bankrotterklärung“ der russischen Justiz. Die Chefin der Linken, Katja Kipping sagte „Putins Gesinnungsjustiz“ habe „drei weitere Opfer gefordert“. Sie brachte die Prüfung finanzieller Sanktionen ins Gespräch. SPD-Generalsekretärin Andrea Nahles sah die Härte, mit der der russische Staat vorgehe, „in einer Reihe von Entscheidungen wie dem neuen Gesetz für Nicht-Regierungsorganisationen oder zum Demonstrationsrecht, die die ohnehin schwache Zivilgesellschaft zurückdrängen und einer rigiden staatlichen Kontrolle zu unterwerfen drohen.“
US-Präsident Barack Obama zeigte sich über das Urteil „enttäuscht“. Ein Sprecher des Weißen Hauses nannte die Strafen „unverhältnismäßig“. Weitere Kritik kam von der EU-Außenbeauftragten Catherine Ashton, die auf den „Respekt vor den Menschenrechten“ als einen „unabkömmliche(n) Bestandteil der Beziehungen zwischen Russland und der EU“ verwies. Ebenso kritisierten die Organisation für Sicherheit und Zusammenarbeit in Europa und die Menschenrechtsorganisation Amnesty International den Schuldspruch. Stellvertretend für letztere nannte Russlandexpertin Friederike Behr das Urteil ein „erschütterndes, politisch motiviertes Unrecht“, es sei „ein harter Schlag gegen die Meinungsfreiheit in Russland“. Kritik kam auch vom Menschenrechtsexperten der Regierung selbst, Michail Fedotow, der von einem „gefährliche(n) Präzedenzfall“ sprach. Der russische Oppositionelle und Bürgerrechtler Alexei Nawalny kritisierte die „demonstrative Vernichtung der Justiz“.
Laut Umfragen, die von russischen Meinungsinstituten und Medien durchgeführt wurden, und in Übereinstimmung mit Expertenmeinungen, wird der Auftritt Pussy Riots in der Christ-Erlöser-Kathedrale von der russischen Bevölkerung weit überwiegend (70 %) negativ und ihre Verurteilung positiv gesehen. Mehr als die Hälfte der Befragten (55 %) hielt die verhängten Haftstrafen für angemessen und gab an, an die Objektivität des Gerichtsprozesses zu glauben. Nur 5 % sprachen sich dafür aus, überhaupt keine Strafe zu verhängen.
In der Analyse des Russland-Experten Stefan Meister steht hinter dem harten Urteil gegen Pussy Riot ein Kalkül. Die konservative Mehrheit der Bevölkerung Russlands, auf die sich Putin stützt, lehne die Aktionen der Protestgruppe als abstoßend und pervers ab. Auch die Reaktionen des Westens schweißen die russische Bevölkerung eher zusammen, da sie als äußere Einmischung empfunden werden. „Pussy Riot kamen da gerade recht, um die konservative Mehrheit zu mobilisieren.“ Pussy Riot spreche nur einen kleinen, sehr liberalen und fast schon radikalen Teil der Opposition an, der politisch unbedeutend sei.
Offizielle Vertreter des deutschen Protestantismus kritisierten das Verfahren gegen Pussy Riot scharf. Der Auslandsbischof der Evangelischen Kirche in Deutschland nannte die Haltung der Russisch-Orthodoxen Kirche zu diesem Prozess „völlig unverständlich“. Das Gerichtsverfahren gegen die Band Pussy Riot und das zu befürchtende Strafmaß von drei Jahren Gefängnis gehe „weit über jede denkbare angemessene Reaktion hinaus“. Einzelne Vertreter der deutschen evangelikalen Szene wie der Hamburger Pastor Ulrich Rüß beklagten hingegen, in den Medien dominiere der Aspekt „Recht auf Meinungsfreiheit“, der Bezug zu der praktizierten und propagierten Gotteslästerung dagegen werde übergangen. Der wünschenswerte Einsatz für Menschenrechte werde konterkariert, wenn er zu Lasten der religiösen Gefühle gehe. Sein Fazit lautete: „Blasphemie taugt nicht als Mittel des Protests.“
Drei Sympathisanten von Pussy Riot störten am 19. August mit lauten Parolen den katholischen Gottesdienst im Kölner Dom. Sie wurden wegen „Störung der Religionsausübung, Hausfriedensbruch und Verstoß gegen das Versammlungsrecht“ angezeigt. Die Verfahren endeten mit Verwarnungen mit Strafvorbehalt und geringfügigen Geldstrafen.
Der katholische Bischof Stephan Ackermann bezeichnete den Auftritt von Pussy Riot zwar als eine „Provokation“, die „nicht konsequenzlos hingenommen werden“ könne, bezeichnete das Urteil jedoch als völlig überzogen und unangemessen, weil durch den Auftritt keine Menschen zu Schaden gekommen seien und auch nicht zu Gewalt aufgerufen wurde.
In Wien kam es in der St. Nikolauskirche, im Stephansdom und vor dem Burgtheater zu Solidaritäts- und Protestaktionen für Pussy Riot. Nach einer Anzeige des Pfarrers von St. Nikolaus wegen Störung der Religionsausübung begann das Landesamt für Verfassungsschutz und Terrorismusbekämpfung mit Ermittlungen.
In einem Artikel für die Frankfurter Allgemeine Sonntagszeitung bewertete Moritz Gathmann die Berichterstattung über Pussy Riot und den Prozess kritisch. Er warf den westlichen Medien vor, die Künstlerinnen grundsätzlich zu positiv und den russischen Staat negativ zu zeichnen, und zog Parallelen zwischen den „vulgären Provokationen“ der Aktionskünstler und den Anfängen der Rote Armee Fraktion.
Der tschechische Ministerpräsident Miloš Zeman kritisierte am 2. November 2014 den Auftritt von Pussy Riot in einem Radiointerview. Die Aktivistinnen entsprächen nicht seinem Konzept politischer Gefangener. Bei der Beschreibung der Mitglieder von Pussy Riot und der Übersetzung des Namens ihrer Gruppe benutzte er vulgäre Ausdrücke, so dass der tschechische Presserat aufgrund der Sendezeit die Möglichkeit einer Klage wegen „Gefährdung der moralischen Entwicklung von Kindern“ in Erwägung zog. Zeman lehnte eine Entschuldigung ab, da er sich sprachlich nur auf das Niveau der politischen Gegner begeben habe.

### Berufungsverfahren und Freilassung von Samuzewitsch
In einem Berufungsverfahren am Moskauer Stadtgericht wurde Jekaterina Samuzewitschs Haftstrafe am 10. Oktober 2012 in eine Bewährungsstrafe umgewandelt, während die Haftstrafen für die beiden anderen Pussy-Riot-Mitglieder bestätigt wurden. Samuzewitsch wurde in der Berufungsverhandlung durch eine neue Anwältin, Irina Chrunowa, vertreten. Diese forderte das Gericht auf, den Fall ihrer Mandantin getrennt zu behandeln. Chrunowa argumentierte, dass Samuzewitsch nicht „an den Handlungen, die als Rowdytum“ verurteilt wurden, teilgenommen habe. Sie habe zwar die Sturmhaube übergestreift und zu ihrer Gitarre gegriffen, sei aber dann bereits aus der Kirche entfernt worden und nicht zum „Singen und Springen“ gekommen. Das Gericht folgte der Argumentation.
Samuzewitsch zeigte sich nach der Freilassung dennoch solidarisch: „Obwohl ich absolut solidarisch mit meinen Band-Kolleginnen bin, denke ich, dass ich nur für Taten zur Verantwortung gezogen werden kann, die ich tatsächlich begangen habe“.

### Hungerstreiks und Freilassung von Aljochina und Tolokonnikowa
Am 21. Mai 2013 trat Marija Aljochina in den Hungerstreik, weil sie nicht zu einer Anhörung durfte, die sich mit ihrem Antrag auf vorzeitige Haftentlassung beschäftigte. Sie gab an, so lange nichts essen zu wollen, bis sie persönlich an der Anhörung teilnehmen darf. Nach einigen Tagen wurde Aljochina ins Gefängniskrankenhaus eingeliefert; sie beendete nach elf Tagen ihren Hungerstreik, da die Gefängnisleitung mehreren ihrer Forderungen nachgekommen war.
Im September 2013 trat Nadeschda Tolokonnikowa im Straflager IK-14 im mordwinischen Dorf Parza in den Hungerstreik, da sie laut ihren Angaben 17 Stunden am Tag arbeiten müsse und Todesdrohungen von der Gefängnisleitung bekommen habe. Wenige Tage später wurde sie in ein Krankenhaus eingeliefert; sie setzte den Streik neun Tage nach dessen Beginn aus. Tolokonnikowa verglich das Straflager, in dem sie lebte, mit einem ehemaligen sowjetischen Gulag-Lager. Einige Tage später wurde bekannt, dass die Behörden sie zu ihrer „eigenen Sicherheit“ in ein anderes Gefängnis verlegen wollten. Kurz darauf begann Tolokonnikowa erneut einen Hungerstreik, da sie nicht verlegt wurde. Ihren Antrag auf eine frühzeitige Entlassung zog sie zurück. Die Behörden verlegten sie daraufhin in ein anderes Gefängnis, gaben aber nicht bekannt in welches. Die Behörden gaben an, dass die Familienangehörigen innerhalb von zehn Tagen erfahren sollten, in welches Gefängnis Tolokonnikowa gebracht wurde. Der Ehemann Pjotr Wersilow sagte am 2. November 2013, dass er bereits seit elf Tagen nichts mehr von seiner Frau gehört habe. Am 5. November 2013 wurde bekannt, dass Tolokonnikowa in Sibirien, in der Siedlung Nischni Ingasch, in einem neuen Arbeitslager untergebracht worden war.
Am 18. Dezember 2013 verabschiedete das russische Parlament anlässlich des 20. Jahrestages der russischen Verfassung ein vom Kreml eingebrachtes Amnestiegesetz. Präsident Putin teilte daraufhin am 19. Dezember 2013 mit, dass Aljochina und Tolokonnikowa möglicherweise frühzeitig freikommen könnten. Am 23. Dezember wurden beide Musikerinnen dann rund drei Monate vor dem regulären Ablauf ihrer Haftstrafe freigelassen. Aljochina bezeichnete ihre Freilassung als „PR-Gag“ im Zusammenhang mit den bevorstehenden Olympischen Winterspielen in Sotschi und beide kündigten an, sich weiterhin für Menschenrechte und gegen das autoritäre System von Präsident Putin einzusetzen. Aljochina erklärte, aus Solidarität mit denen, die noch in den Gefängnissen säßen, hätte sie auf ihre Freilassung auch verzichtet, wenn es möglich gewesen wäre. Im März 2014 gründeten Aljochina und Tolokonnikowa ein Hilfszentrum für Häftlinge, das sich in der Region Mordwinien befindet.
Die Musikerinnen der Band hatten am 7. Februar 2013 beim Europäischen Gerichtshof für Menschenrechte in Straßburg eine Klage eingereicht, in der sie Russland eines Verstoßes gegen die Europäische Menschenrechtskonvention bezichtigen. Im Juli 2018 wurde ihnen Schadenersatz und Schmerzensgeld zugebilligt.

### Sonstiges
Dokumentiert wurden die Vorbereitungen des „Punk-Gebets“ und des Prozesses im russisch-amerikanischen Dokumentarfilm Pussy Riot: A Punk Prayer und der russischen Independentproduktion Pussy vs. Putin sowie im Spielfilm Die Moskauer Prozesse.
Ende Dezember 2021 bezeichnete das russische Justizministerium Nadeschda Tolokonnikowa und Veronika Nikulshina als ausländische Agenten, die „systematisch Material an einen unbestimmten Personenkreis verbreiten und dabei Mittel aus dem Ausland erhalten“.

## Weitere künstlerische und politische Aktionen

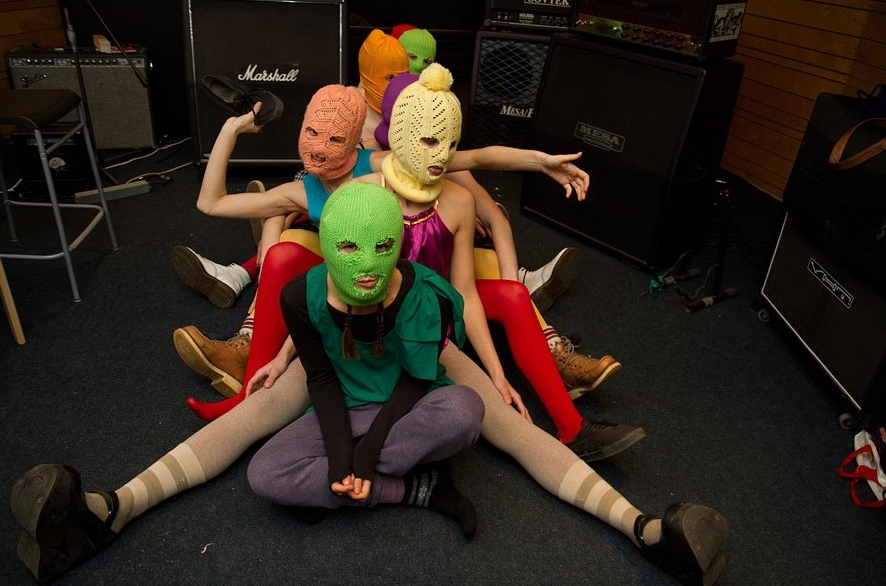
Pussy Riot bei einer künstlerischen Aktion

### Videos und Aktionen 2013–2016
Im Juli 2013 wurde ein Video mit dem Lied Kak w krasnoi tjurme (Как в красной тюрьме; Wie im roten Gefängnis) veröffentlicht. Darin stürmen vermummte Frauen in dem für die Band typischen bunten Outfit ein Ölfeld. Auf dem Dach einer dem russischen Staatskonzern Rosneft gehörenden Tankstelle wird ein Transparent mit dem Pussy-Riot-Logo enthüllt, außerdem werden Porträts von Rosneft-Chef Igor Setschin und von Alexander Bastrykin verunstaltet.
Im Februar 2014 wurden Aljochina und Tolokonnikowa zusammen mit einer anderen Aktivistin in Sotschi während der Olympischen Winterspiele festgenommen. Sie gaben an, den neuen Song Putin lehrt Dich, die Heimat zu lieben, spielen zu wollen. Nach einigen Stunden kamen die Aktivistinnen wieder frei. Einen Tag später wurden sie, als sie in der Stadt einen Auftritt vorbereiteten, von einer Miliz von Kosaken u. a. mit Peitschen angegriffen.
Im September 2015 trat die Gruppe in Banksys Dismaland mit ihrem neuen Song Refugees In auf. Er wurde im November desselben Jahres auf dem Youtube-Kanal der Gruppe veröffentlicht. In diesem wirft die Gruppe den europäischen Regierungen vor, an der momentanen Flüchtlingssituation schuld zu sein. Bei dem Auftritt wurde eine Auseinandersetzung zwischen Protestierenden und der Polizei inszeniert.
Im Februar 2016 wurde das Video mit dem Lied Tschaika veröffentlicht, in dem Korruption und Machtmissbrauch in Russland angeprangert wird. Der Titel bezieht sich auf den russischen Generalstaatsanwalt Juri Tschaika.

### Aktion bei der Fußball-Weltmeisterschaft 2018
Während des Fußball-WM-Finales am 15. Juli 2018 in Moskau liefen vier Pussy-Riot-Aktivisten in Polizeiuniformen auf das Spielfeld; parallel dazu stellten sie bei Facebook politische Forderungen auf. Sie wurden von Sicherheitskräften überwältigt und von der Polizei festgenommen. Für die Aktion wurden sie zu 15 Tagen Haft verurteilt.
Die Aktivisten der WM-Aktion, die drei Musikerinnen Veronika Nikulschina, Olga Kuratschewa, Olga Pachtusowa und der Journalist und Mediazone-Herausgeber Pjotr Wersilow, wurden wenige Minuten nach der Freilassung am 30. Juli 2018 vor zwei Moskauer Gefängnissen mit dem Vorwurf des Verstoßens gegen Versammlungsgesetze wiederum abgeführt und für eine Nacht inhaftiert. Pachtusowa publizierte ein Video, aufgenommen im Polizeitransporter. Wersilows Gesundheitszustand verschlechterte sich nach einem Besuch eines Gerichts im September rasch. Am 15. September 2018 wurde er in einem Ambulanzflugzeug von Moskau nach Berlin verlegt. Die bereits zuvor vermutete Vergiftung wurde von Medizinern der Berliner Charité als mit „hoher Plausibilität“ verantwortlich für seinen Zustand bezeichnet und in der Folge mit seinen Recherchen zur russischen Gruppe Wagner in Zusammenhang gebracht.

### Auftritte im deutschsprachigen Raum 2022
Wenige Tage nach ihrer Flucht aus Russland im Mai 2022 trat Aljochina mit Olga Borisova und Diana Burkot als Pussy Riot in Deutschland auf.

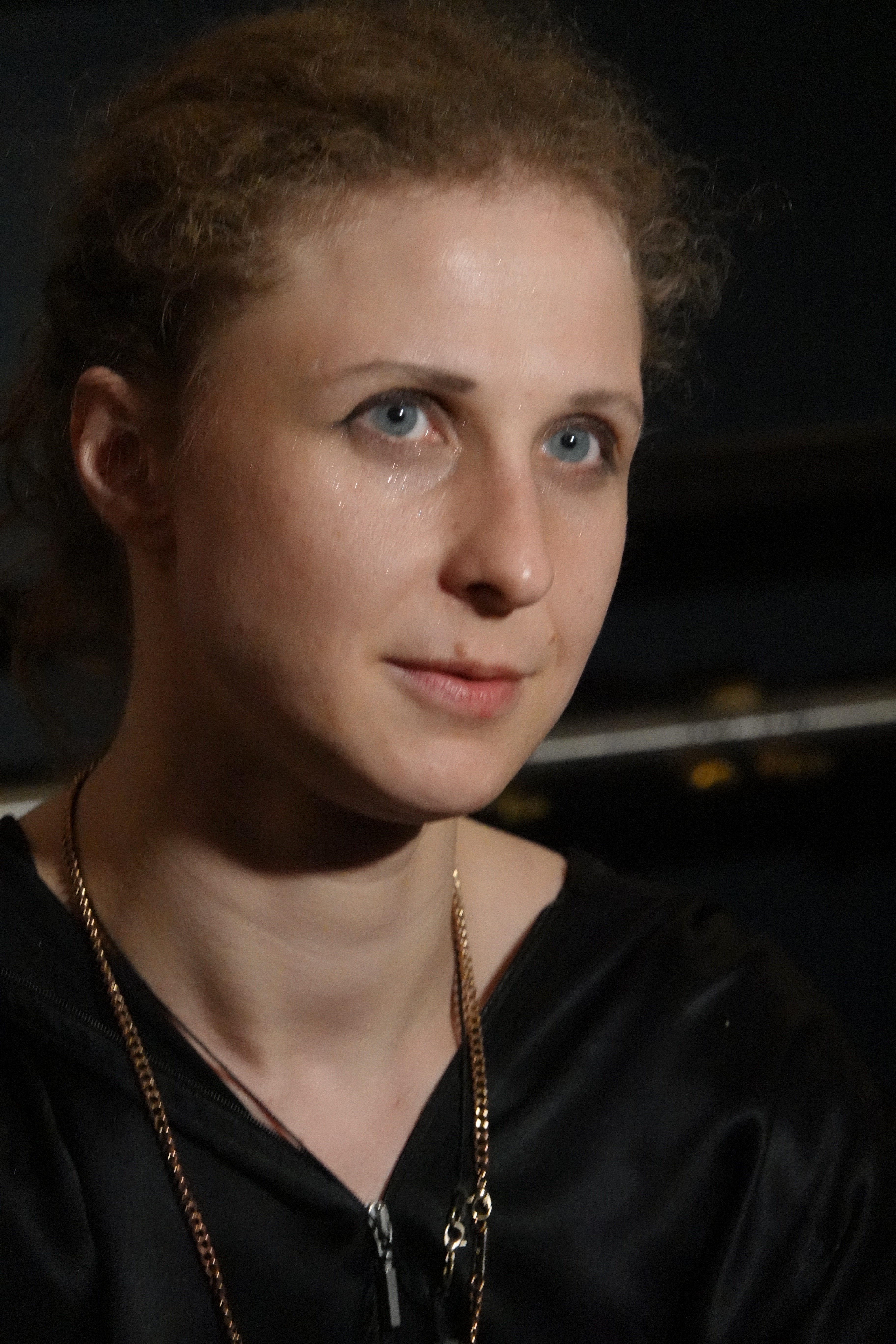
Maria Aljochina
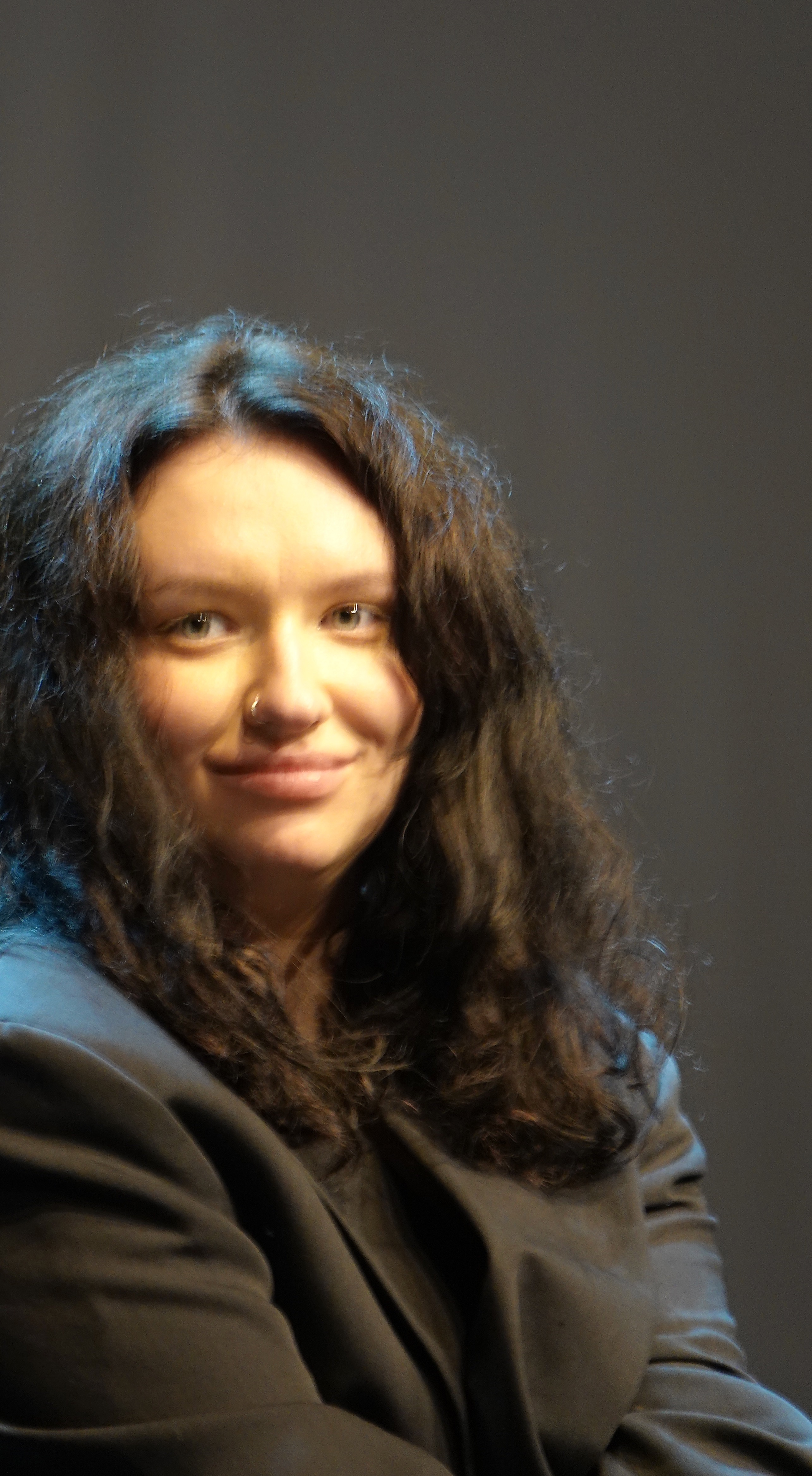
Olga Borisova
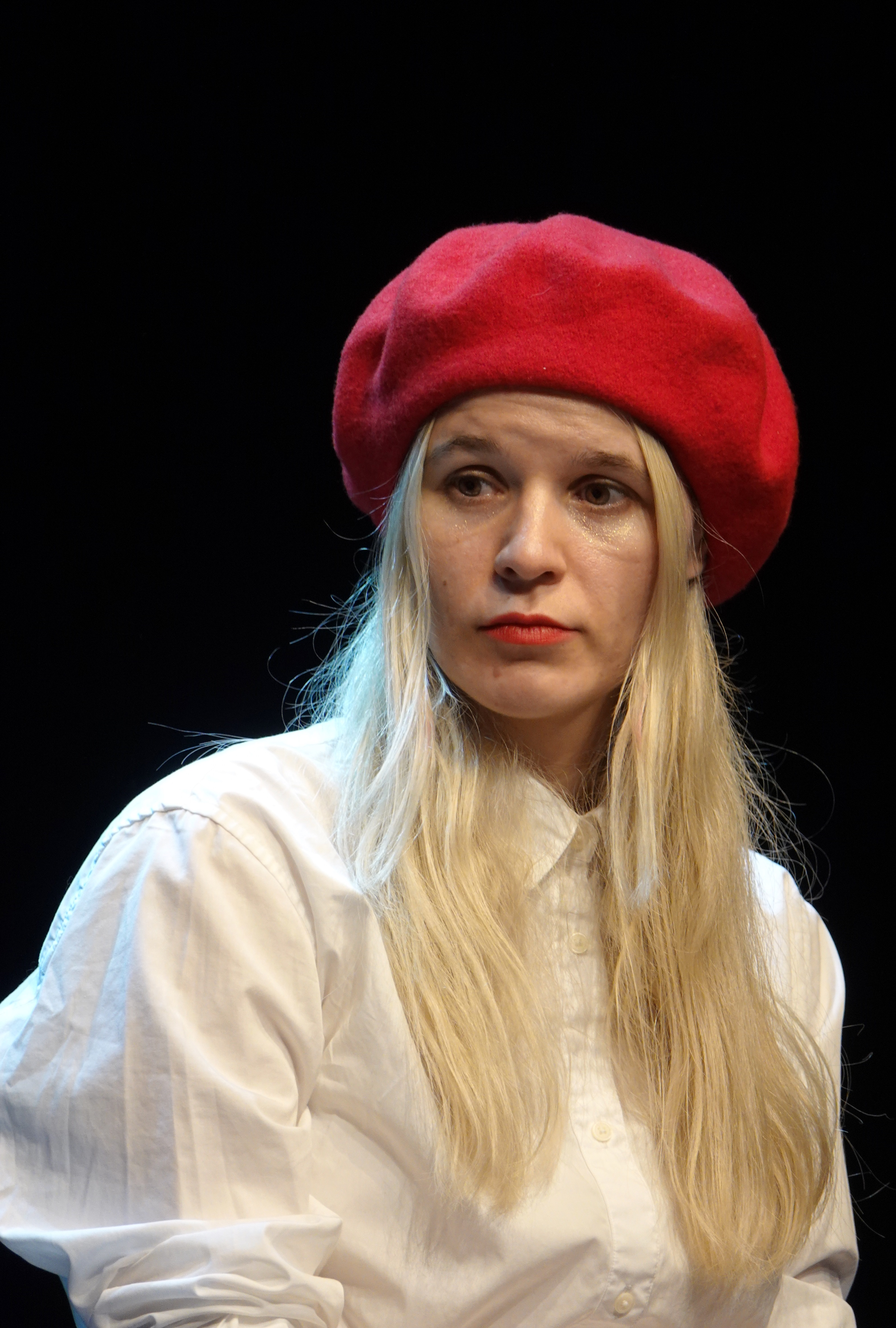
Diana Burkot
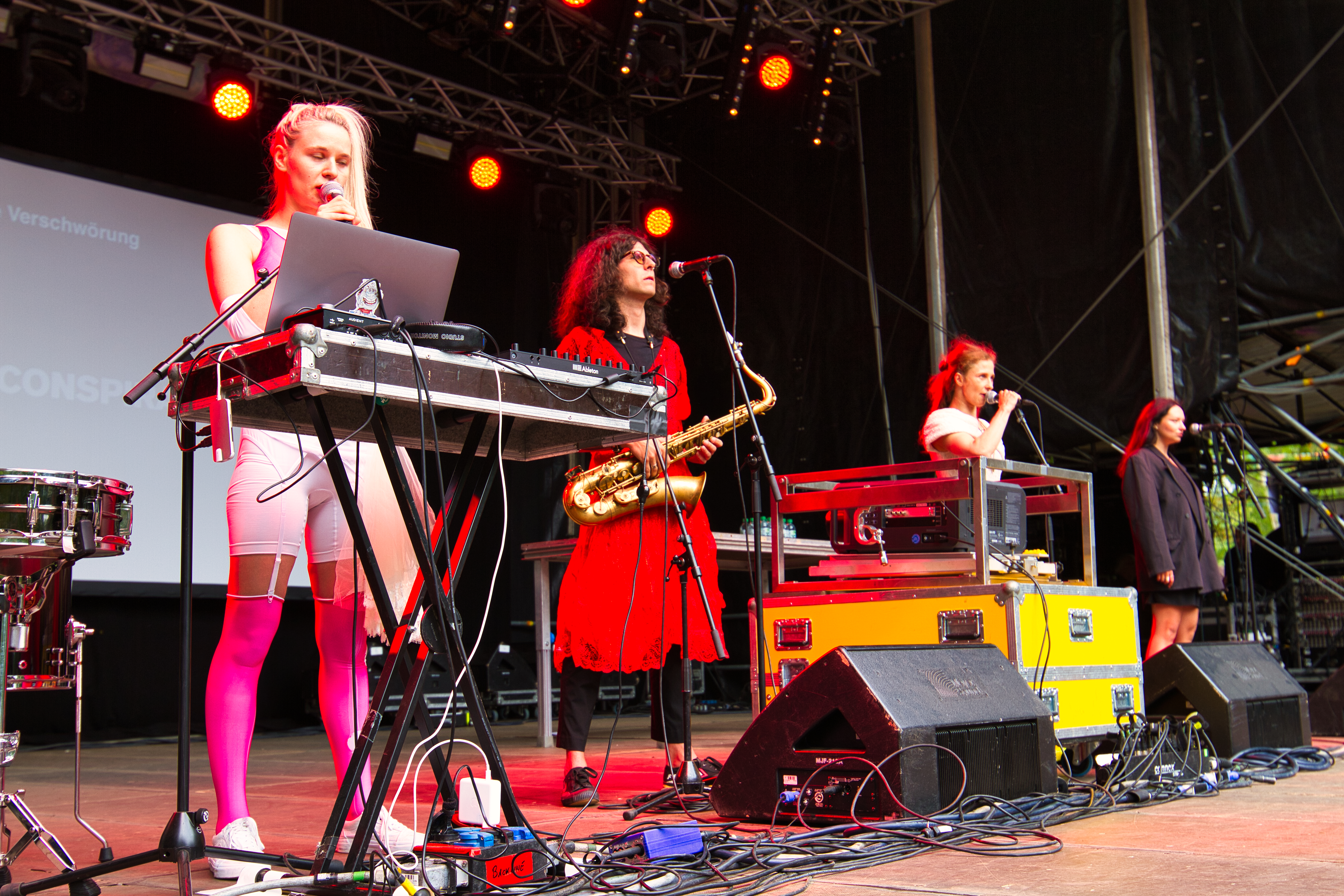
Mit Taso Pleitner auf dem Rudolstadt-Festival 2022

Als sie Ende August in der Schweiz vor einem Konzert im Berner Kult-Lokal Mühle Hunziken in Rubigen auf einer verschmierten Stützmauer in Köniz eine Kilometer-Informationsangabe zur Entfernung des Kriegs anbringen wollten, wurden die Künstlerinnen in Handschellen abgeführt. Die Entfernung in Kilometern sollte die Nähe zum Kriegsgeschehen zeigen. Sie konnten ihre Intervention im öffentlichen Raum nicht mehr fertigstellen, wurden jedoch kurz danach wieder freigelassen. Die russische Propaganda, unter anderem der „Kriegs-Propagandist“ Wladimir Solowjow, schlachtete die Verhaftung sogleich aus.

## Solidaritätsaktionen von anderen Künstlern
- Um gegen die Inhaftierung von Bandmitgliedern im Jahr 2012 zu protestieren, ließ sich der russische Aktionskünstler Pjotr Andrejewitsch Pawlenski in Anlehnung an David Wojnarowicz’ Auftritt in Rosa von Praunheims Dokumentarfilm Schweigen = Tod (1990) ebenfalls die Lippen zunähen.[131][132]
- Die Sängerin Peaches trat 2012 im Video zu dem eigens komponierten Lied Free Pussy Riot mit Sturmhaube auf, um gegen die Inhaftierung der Gruppenmitglieder zu demonstrieren.[133]
- Die Performancekünstlerin Marina Abramović veröffentlichte 2018 ein Video, in dem man sie mit roter Sturmhaube sieht. Sie forderte die Freilassung von vier Pussy-Riot-Mitgliedern, die beim Fußball-Weltmeisterschaftsfinale 2018 auf das Spielfeld gestürmt waren und verhaftet wurden.[134]

## Auszeichnungen
- Von dem russischen Magazin Snob bekam die Band 2012 einen undotierten Preis für das umstrittene Punkgebet als „bestes Kunstprojekt des Jahres“ verliehen.[135]
- Am 21. September 2012 zeichneten Amnesty International und Yoko Ono Pussy Riot mit dem diesjährigen Lennon-Ono-Friedenspreis aus. In Erinnerung an Lennons Engagement für Frieden und Menschenrechte wird der Preis alle zwei Jahre vergeben. Ono überreichte den Preis an Pjotr Wersilow, den Ehemann von Nadja Tolokonnikowa, in New York. „Pussy Riot ist heute ein Symbol für Redefreiheit, und sie stehen für alle Frauen der Welt, die Freiheit suchen.“[136]
- Die Gruppe erhielt 2012 den Sonderpreis der 1LIVE Krone.[137] Zwei der Mitglieder waren aus Russland angereist und nahmen in Köln den Preis entgegen.
- 2014 erhielt die Gruppe den Václav-Havel-Menschenrechtspreis „dissident art“.[138]
- Am 5. Dezember 2014 erhielten Marija Aljochina und Nadeschda Tolokonnikowa zusammen mit dem ukrainischen Autor Juri Andruchowytsch den Hannah-Arendt-Preis der Stadt Bremen. In der Begründung hieß es, sie hätten den Preis nicht wegen ihrer Zugehörigkeit zu Pussy Riot erhalten, „sondern weil sie sich für Häftlinge in russischen Gefängnissen einsetzen“.[139]

## Ausstellung
Vom 6. September 2024 bis 2. Februar 2025 wird in der LSK-Galerie im ehemaligen Luftschutzkeller unter dem Haus der Kunst in München die Ausstellung Velvet Terrorism. Pussy Riot's Russia gezeigt. Sie wurde vom isländischen Museum Kling & Bang und dem Haus der Kunst kuratiert. München ist die vierte Station der Wanderausstellung, die davor in Island, Dänemark und Kanada gezeigt wurde. Die Münchner Ausstellung entstand zum Schutz von Marija Aljochina, die die Ausstellung mit vorbereitete und alle erläuternden Texte handschriftlich auf die Wände anbrachte, unter höchster Geheimhaltung, so dass die Öffentlichkeit erst am Tag der Eröffnung davon erfuhr.
Es geht um die Geschichte des Kollektivs von der Gründung im Jahr 2011 bis zur Flucht von Aljochina aus Russland und dem Beginn des russischen Überfalls auf die Ukraine 2022. Sie orientiert sich an den verschiedenen Aktionen und Performances und zeigt auf, welche Sanktionen sie jeweils zeitigten. Der Staat reagierte von Mal zu Mal zu härter.

## Trivia
- Schon im Sommer 2010 hatte es einen Prozess gegeben, bei dem zwei Kunst-Kuratoren – Andrei Jerofejew und Juri Samodurow – angeklagt wurden, zu religiösem Hass aufgestachelt zu haben. Seinerzeit erhob derselbe Staatsanwalt die Klage (und forderte drei Jahre Haft) wie im Prozess gegen Pussy Riot. Es ging um „gotteslästerliche“ Kunstwerke einer Ausstellung. Damals – genau wie 2012 im Prozess gegen Pussy Riot – gaben orthodoxe Gläubige im Zeugenstand an, dass ihre religiösen Gefühle gelitten hätten. Der Prozess endete mit einer Geldstrafe gegen die beiden Kuratoren.[144]
- Die Band wollte ihren Namen als Marke schützen lassen, um Missbrauch zu vermeiden.[145]
- Die Stadt Wittenberg nominierte Pussy Riot im Oktober 2012 für den zweijährlich vergebenen Luther-Preis Das unerschrockene Wort, der im April 2013 vergeben werden sollte. Die Nominierung sorgte für heftiges Aufsehen und herbe Kritik. Daraufhin prüfte die Stadt Wittenberg, ob eine Nominierung der Punkband rückgängig gemacht werden konnte.[146] Weil das Punkgebet in einer Kirche eine Blasphemie sei, empörten sich auch evangelische Theologen über das Vorhaben. So äußerte sich der ehemalige DDR-Bürgerrechtler und Theologe Friedrich Schorlemmer: „Eine Lutherstadt sollte keine Gotteslästerung ehren.“[147]
- In der dritten Folge der dritten Staffel der Netflix-Serie House of Cards haben Nadeschda Andrejewna Tolokonnikowa und Marija Wladimirowna Aljochina einen Auftritt in Sprechrollen, in denen sie den russischen Präsidenten heftig kritisieren. Im Abspann werden sie zudem bei einem Protestkonzert gezeigt.
- Pussy Riot wird im Frauen-Bildungskanon von Berg, Meier u. a. 2018 als Beispiel genannt.

## Diskografie

### Alben
- 2015: Wont Get Fooled Again[148]

### EPs
- 2012: Kill the Sexist[149]
- 2016: XXX[150]

### Mixtapes
- 2022: Matriarchy Now

### Singles
- 2023: Putin’s Ashes